# Niall MacGinnis
Niall MacGinnis (Dublino, 29 marzo 1913 – Newport, 6 gennaio 1977) è stato un attore irlandese.

## Biografia
MacGinnis compì i propri studi allo Stonyhurst College in Inghilterra, quindi si laureò in medicina al Trinity College di Dublino. Durante la seconda guerra mondiale prestò servizio come medico di bordo nella Royal Navy.
Dopo aver debuttato sui palcoscenici durante gli anni trenta, nel 1938 recitò nella commedia di successo Spring Meeting al West End. Nello stesso periodo fece le sue prime apparizioni cinematografiche, affermandosi definitivamente all'inizio degli anni quaranta con il ruolo di un marinaio tedesco nel film bellico Gli invasori - 49º parallelo (1941) di Michael Powell. Due anni dopo fu protagonista, accanto a John Mills, di un'altra pellicola di propaganda bellica, La tigre del mare (1943), diretta da Anthony Asquith. Nel corso del decennio, MacGinnis apparve anche in due adattamenti cinematografici di opere shakespeariane, Enrico V (1944), nel ruolo del capitano MacMorris, e Amleto (1948), entrambi diretti e interpretati da Laurence Olivier. Interpretò il ruolo di Konstantin Levin nel dramma Anna Karenina (1948) di Julien Duvivier, e del navigatore Juan de la Cosa in Cristoforo Colombo (1949), accanto a Fredric March.
La carriera cinematografica di MacGinnis proseguì durante gli anni cinquanta con numerose interpretazioni di personaggi storici, come Martin Lutero nell'omonimo film diretto nel 1953 da Irving Pichel, di Menelao, re di Sparta nel kolossal mitologico Elena di Troia (1956) di Robert Wise, e del generale macedone Parmenione in Alessandro il Grande (1956) di Robert Rossen. Tra gli altri suoi ruoli di rilievo, da ricordare quello di Joseph Roulin in Brama di vivere (1956) di Vincente Minnelli, del malvagio Julian Karswell nell'horror di produzione britannica La notte del demonio (1957), al fianco dell'attore statunitense Dana Andrews, di padre Vermeuhlen in La storia di una monaca (1959) di Fred Zinnemann, e di frate Tuck in Gli arcieri di Sherwood (1960) di Terence Fisher.
MacGinnis lavorò intensamente per il grande schermo anche durante gli anni sessanta. Interpretò il ruolo di Zeus nel film mitologico Gli Argonauti (1963), e apparve in numerose pellicole di avventura, come Krakatoa, est di Giava (1968), e di spionaggio, come La spia che venne dal freddo (1965) di Martin Ritt e L'uomo venuto dal Kremlino (1968) di Michael Anderson. Concluse la carriera recitando in tre pellicole dirette da John Huston, La forca può attendere (1969), Lettera al Kremlino (1970) e L'agente speciale Mackintosh (1973), riavvicinandosi alla professione medica negli ultimi anni della sua vita. Morì nel 1977, all'età di 63 anni.

## Filmografia parziale
- Il castello del mistero (Ourselves Alone), regia di Brian Desmond Hurst e Walter Summers (1936)
- Il cerchio rosso (The Crimson Circle), regia di Reginald Denham (1936)
- Ai confini del mondo (The Edge of the World), regia di Michael Powell (1937)
- Gli invasori (49th Parallel), regia di Michael Powell (1941)
- La tigre del mare (We Dive at Dawn), regia di Anthony Asquith (1943)
- Enrico V (Henry V), regia di Laurence Olivier (1944)
- The Hundred Pound Window, regia di Brian Desmond Hurst (1944)
- Il capitano Boycott (Captain Boycott), regia di Frank Launder (1947)
- Anna Karenina, regia di Julien Duvivier (1948)
- Amleto (Hamlet), regia di Laurence Olivier (1948)
- Cristoforo Colombo (Christopher Columbus), regia di David MacDonald (1949)
- La città dei diamanti (Diamond City), regia di David MacDonald (1949)
- Assassinio nella cattedrale (Murder in the Cathedral), regia di George Hoellering (1952)
- Martin Lutero (Martin Luther), regia di Irving Pichel (1953)
- I cavalieri della Tavola Rotonda (Knights of the Round Table), regia di Richard Thorpe (1953)
- Inferno sotto zero (Hell Below Zero), regia di Mark Robson (1954)
- Controspionaggio (Betrayed), regia di Gottfried Reinhardt (1954)
- L'adorabile creatura (Special Delivery), regia di John Brahm (1955)
- Elena di Troia (Helen of Troy), regia di Robert Wise (1956)
- Alessandro il Grande (Alexander the Great), regia di Robert Rossen (1956)
- Brama di vivere (Lust for Life), regia di Vincente Minnelli (1956)
- Sul sentiero del sole (The Shiralee), regia di Leslie Norman (1957)
- La notte del demonio (Night of the Demon), regia di Jacques Tourneur (1957)
- La storia di una monaca (The Nun's Story), regia di Fred Zinnemann (1959)
- Il fronte della violenza (Shake Hands with Devil), regia di Michael Anderson (1959)
- Il terrore corre sul fiume (Tarzan's Greatest Adventure), regia di John Guillermin (1959)
- Il ragazzo rapito (Kidnapped), regia di Robert Stevenson (1960)
- Corruzione a Jamestown (Never Take Sweets from a Stranger), regia di Cyril Frankel (1960)
- I cospiratori (A Terrible Beauty), regia di Tay Garnett (1960)
- Gli arcieri di Sherwood (Sword of Sherwood Forest), regia di Terence Fisher (1960)
- Johnny Nobody, regia di Nigel Patrick (1961)
- Billy Budd, regia di Peter Ustinov (1962)
- Codice ZX3 controspionaggio! (The Devil's Agent), regia di John Paddy Carstairs (1962)

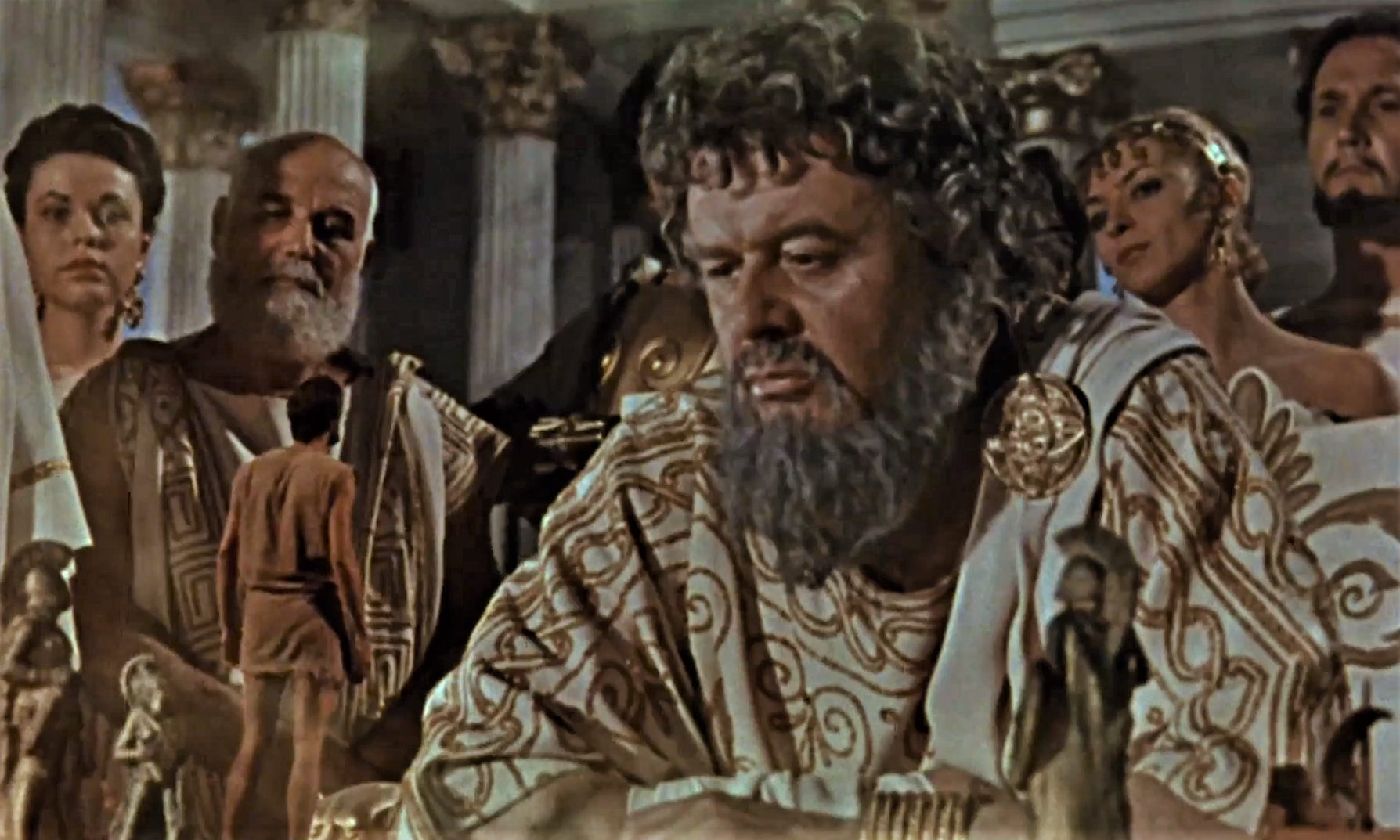
MacGinnis nel ruolo di Zeus ne Gli Argonauti

- Gli Argonauti (Jason and the Argonauts), regia di Don Chaffey (1963)
- Face in the Rain, regia di Irvin Kershner (1963)
- Becket e il suo re (Becket), regia di Peter Glenville (1964)
- Crociera imprevista (The Truth About Spring), regia di Richard Thorpe (1965)
- La spia che venne dal freddo (The Spy Who Came from the Cold), regia di Martin Ritt (1965)
- Il principe guerriero (The War Lord), regia di Franklin J. Schaffner (1965)
- M 5 codice diamanti (A Man Could Get Killed), regia di Ronald Neame (1966)
- S.O.S. i mostri uccidono ancora (Island of Terror), regia di Terence Fisher (1966)
- La regina dei vikinghi (The Viking Queen), regia di Don Chaffey (1967)
- Il giardino delle torture (Torture Garden), regia di Freddie Francis (1967)
- L'uomo venuto dal Kremlino (The Shoes of the Fisherman), regia di Michael Anderson (1968)
- Krakatoa, est di Giava (Krakatoa, East of Java), regia di Bernard L. Kowalski (1969)
- La forca può attendere (Sinful Davey), regia di John Huston (1969)
- Lettera al Kremlino (The Kremlin Letter), regia di John Huston (1970)
- L'agente speciale Mackintosh (The Mackintosh Man), regia di John Huston (1973)

## Doppiatori italiani
- Luigi Pavese in I cavalieri della Tavola Rotonda, Brama di vivere, La storia di una monaca
- Giorgio Capecchi in Alessandro il Grande, Gli Argonauti
- Bruno Persa in Controspionaggio, La notte del demonio
- Gino Baghetti ne I cospiratori
- Gino Donato in S.O.S. i mostri uccidono ancora
- Nino Bonanni in La spia che venne dal freddo
- Gualtiero De Angelis in Il principe guerriero
- Alessandro Rossi in Anna Karenina
- Mario Pisu in Cristoforo Colombo
- Vinicio Sofia in Gli arcieri di Sherwood
- Emilio Cigoli in Elena di Troia
- Cesare Polacco in Amleto